# IBM PC Convertible
IBM PC Convertible (IBM Convertible, 5140) — перший ноутбук, випущений компанією IBM 3 квітня 1986 року. Convertible був також першим комп'ютером IBM, який використовував дисководи для 3,5-дюймових дискет, що стали згодом промисловим стандартом. Як і сучасні ноутбуки, він мав керування живленням і здатність працювати від батарей.
Це був наступник комп'ютера IBM Portable, він мав модельний номер 5140. Convertible був замінений у 1991 році моделлю IBM PS/2 L40SX, а в Японії — IBM Personal System/55 note, який був попередником серії ноутбуків ThinkPad.

## Попередники
Інженери IBM у 1983 році оголосили про закінчення розробки ноутбука, схожого на Tandy Model 100, під кодовою назвою "Sweetpea" ("Горошинка"). Дон Естрідж відмінив розробку через те, що комп'ютер не був  PC-сумісний. У 1984 році більший РК екран іншого прототипу ("P-14"), як повідомляється, провалив тестування з людським фактором "Chiclet rule", особливо після поганого для очей прийому зображення дисплею іншої новинки — Data General-One.

## Опис
PC Convertible використовував КМОН-версію центрального процесора Intel 8088, що працював на частоті 4,77 МГц, 256 Кб оперативної пам'яті (що розширювалася до 640 Кб), двома дисководами для 3,5" дискет об'ємом 720 Кб і CGA-сумісним монохромним РК-дисплеєм. Комп'ютер важив близько 6 кг і був обладнаний вбудованою ручкою для перенесення. Ціна становила 2000 доларів США.

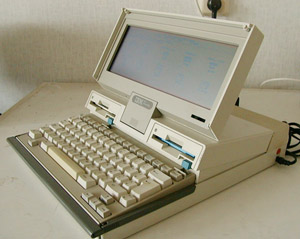
IBM PC Convertible

PC Convertible мав порт на основі шини ISA для модулів розширення, таких як плати розширення порту принтера і відеовиводу. Комп'ютер також міг бути забезпечений внутрішнім модемом. Можливості установки жорсткого диска передбачено не було. Концепція та дизайн корпусу був виконаний німецьким промисловим дизайнером Річардом Саппером.
При натисканні кнопки вимкнення живлення комп'ютер не вимикався, а переходив в режим очікування, що дозволяло уникнути процесу перезавантаження при подальшому увімкненні.

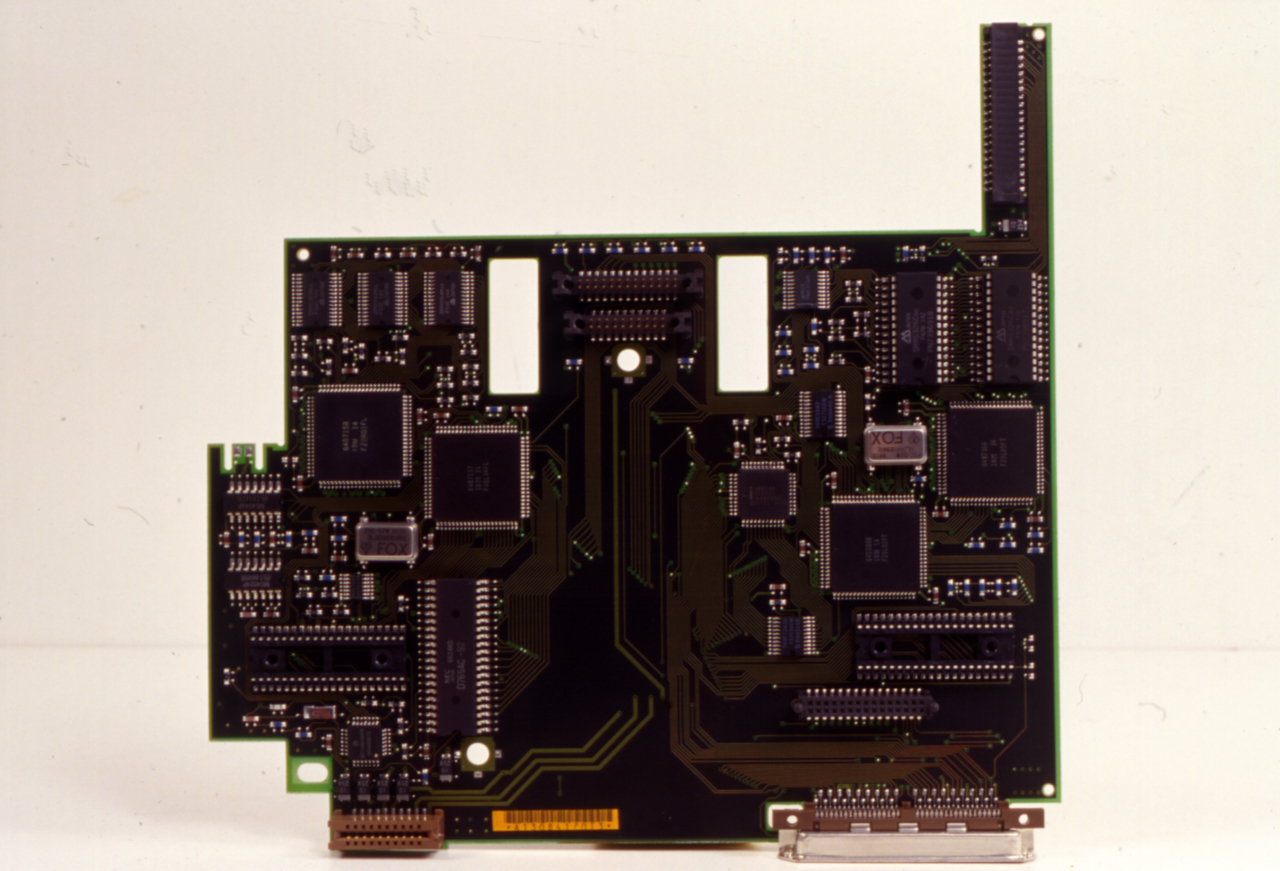
Материнська плата IBM PC Convertible

Процесор CMOS 80c88 мав статичне ядро, яке тримало своє значення на невизначений час, зупиняючи генератор системного годинника. Він міг відновити обробку, коли синхронізуючий сигнал перезапускався, доки він приводився в дію. Процесор CMOS 80c88 використовував дуже мало енергії, поки синхронізуючий сигнал був зупинений. Система RAM в Convertible була SRAM, а не DRAM, для більш низького енергоспоживання та зменшення розмірів, щоб вміститися в тісний корпус ноутбука. PC Convertible мав 256 Кб вбудованої RAM, з можливістю додати 128 Кб (і згодом також 256 Кб). У системі було місце для 4 карт оперативної пам'яті, тому щонайменше одна з них повинна була бути картою 256 Кб, щоб мати можливість додати системну пам'ять до 640 Кб.
IBM 5140 був доступний у двох моделях: 2 і 22. Єдина відмінність полягає в тому, що в комплекті моделі 22 було програмне забезпечення для діагностики.

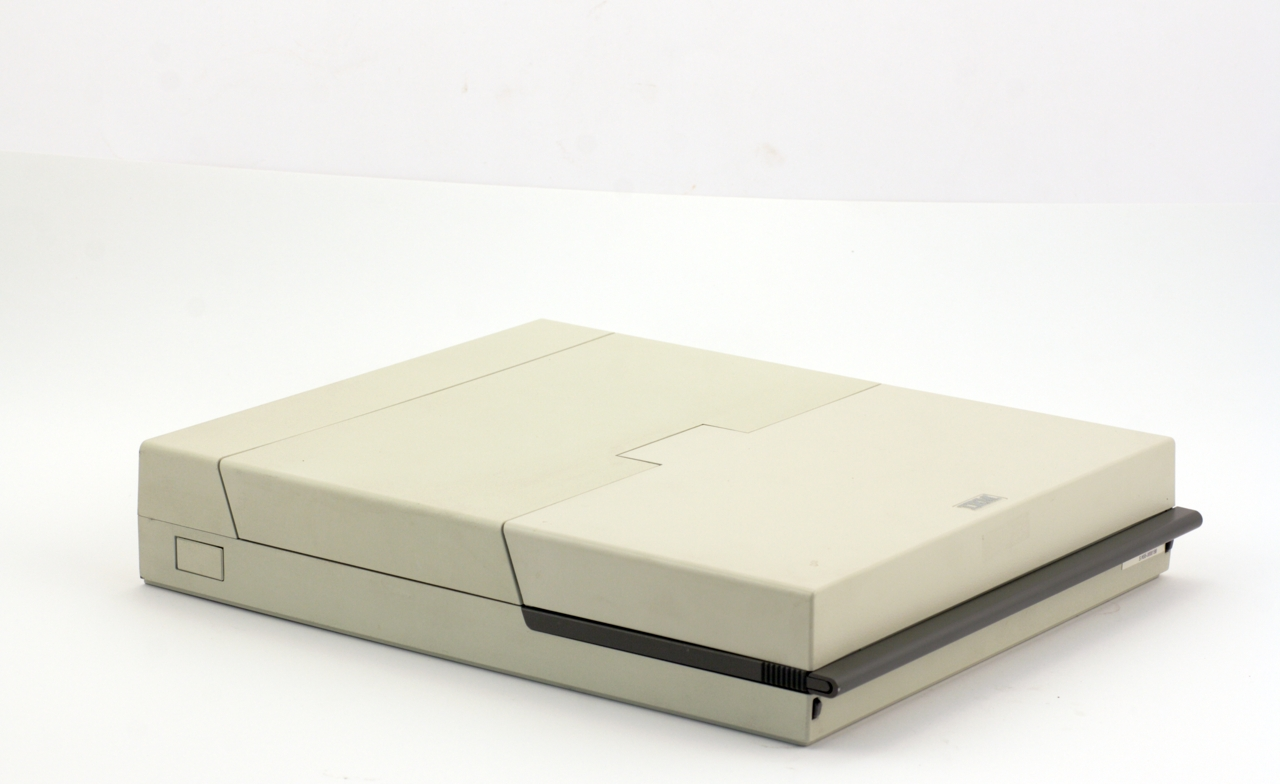
IBM PC Convertible у складеному вигляді

Дисплей був недостатньо великим по висоті, тому символи тексту і графіка були стиснуті по вертикалі приблизно в два рази відносно свого нормального розміру, виведеного настільними IBM PC-сумісними комп'ютерами. Розмір становив 80×25 символів в текстовому режимі і 640×200 та 320×200 в графічних режимах. Натискання важеля між двома дисководами 3,5" трохи нижче дисплея від'єднувало весь екран від пристрою. Ця функція дозволила зручно використовувати повнорозмірний монітор настільного ПК під час роботи за столом, що було раннім попередником концепції "док-станції", як в Apple PowerBook Duo.

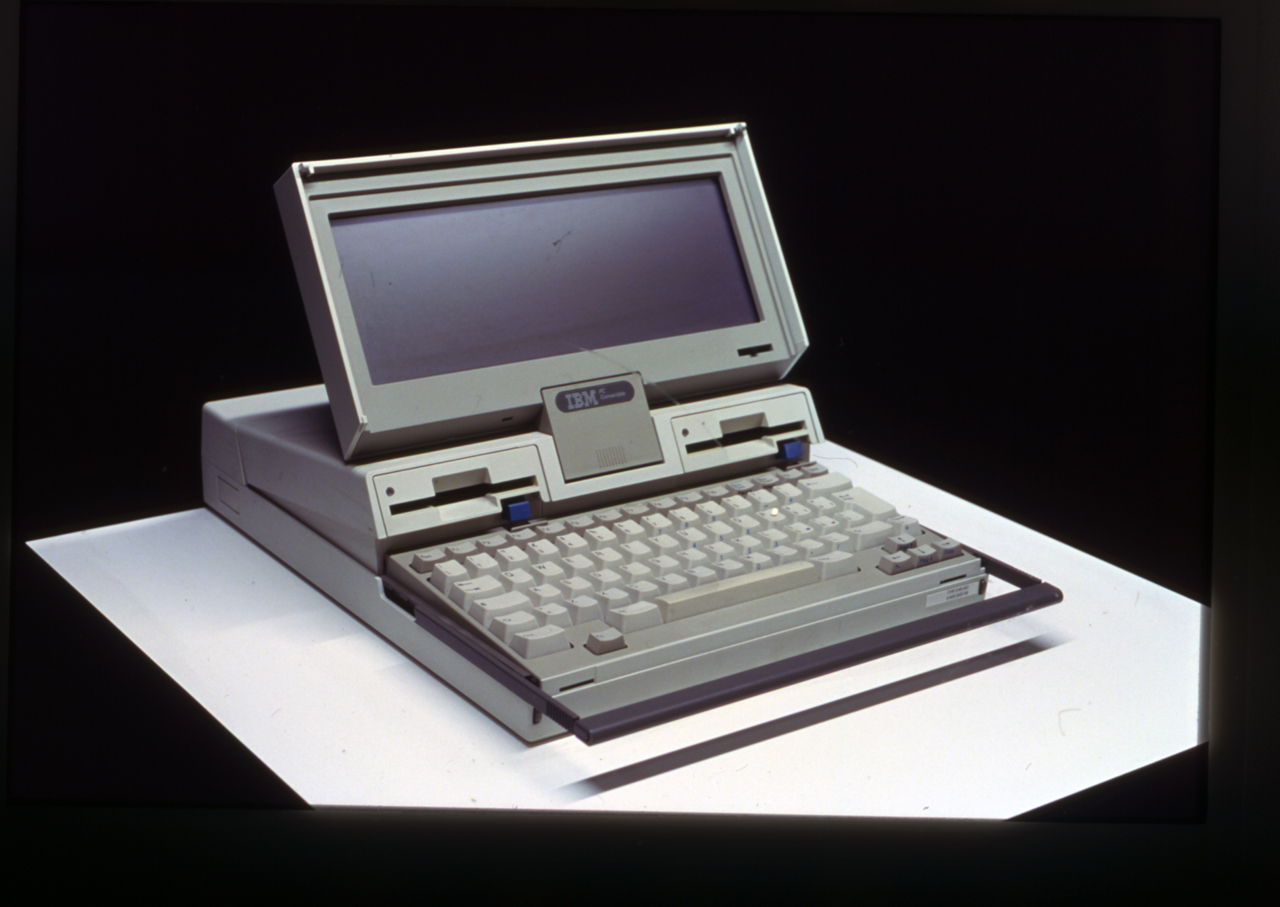
IBM PC Convertible

Для IBM 5140 були три різні моделі дисплея. Один з них був стандартним 10-дюймовим монохромним РК-дисплеєм, який було важко читати. Пізніше IBM змінила його на РК-дисплей, який було набагато легше читати.
Першим варіантом зовнішнього ЕПТ-дисплея для PC Convertible був монохромний 9-дюймовий дисплей IBM 5144, який було легко читати, він постачався з підставкою, шнуром живлення змінного струму та адаптером. Другою і останньою опцією був кольоровий 13-дюймовий дисплей IBM 5145, який також було легко читати, він постачався з підставкою, шнуром живлення змінного струму і адаптером.

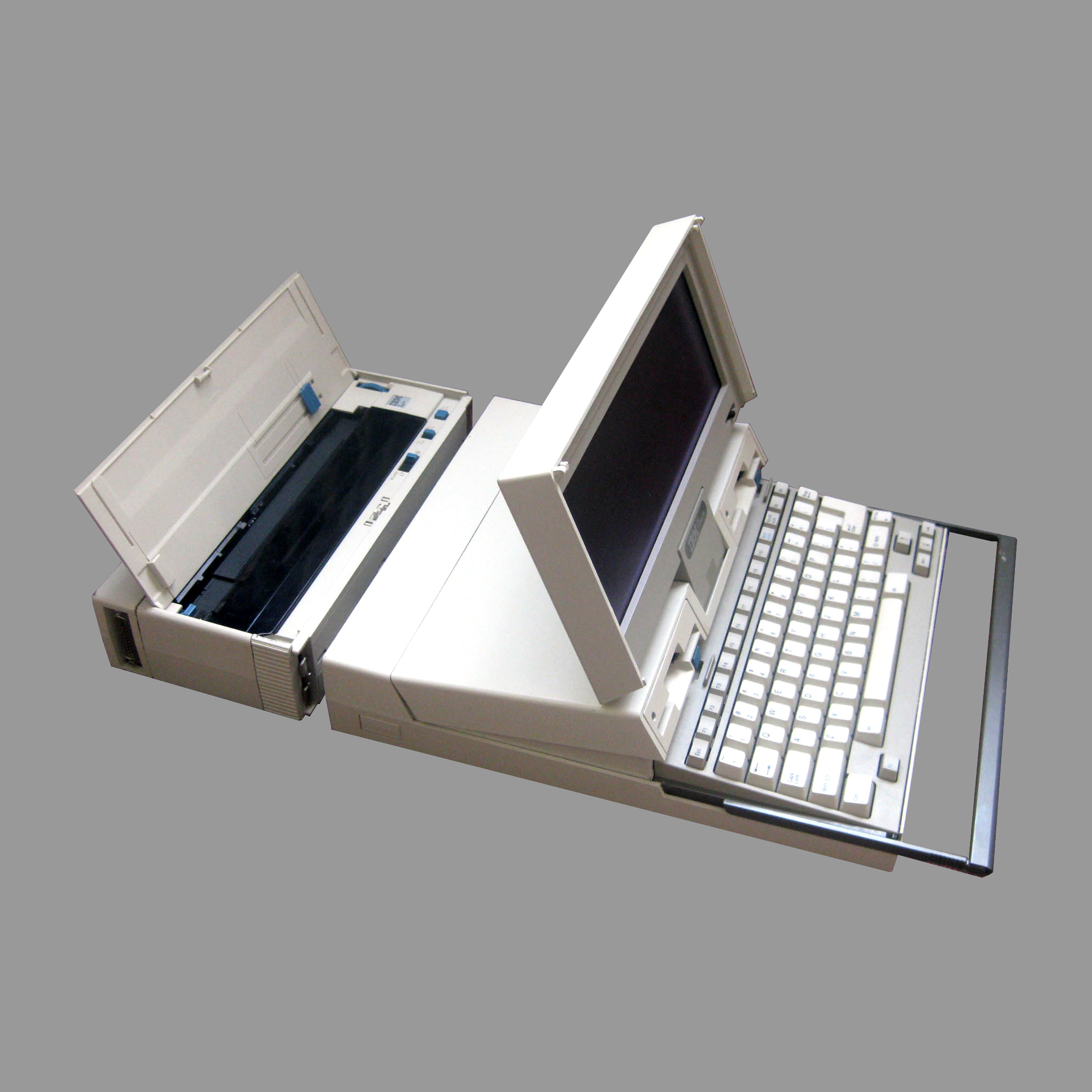
IBM PC Convertible з термопринтером

На задній панелі ноутбука був 72-контактний порт для декількох розширень; були доступні послідовний, паралельний та інтерфейс для підключення ЕПТ-дисплея.
Ці комп'ютери також поставлялися з невеликим термопринтером з прямим приєднанням, який мав таку ж ширину, висоту і т.д., як PC Convertible, щоб можна було носити комп'ютер і принтер за допомогою однієї ручки.

## Сприйняття
З цілої низки причин продаж Convertible був дуже поганим. Так, комп'ютер був важким, недостатньо швидким для свого часу (незважаючи на використання нового процесора), не мав традиційних роз'ємів LPT- і COM-портів (підтримка цих портів здійснювалася модулями розширення), а з РК-дисплея, що не мав підсвічування і з нестандартним співвідношенням сторін, було важко читати. Критиці піддалася клавіатура. Також йому довелося конкурувати з більш швидкими переносними комп'ютерами на основі процесора Intel 80286, які опціонально забезпечувалися жорсткими дисками таких компаній, як Compaq, і більш легкими та дешевими при приблизно тих же функціональних можливостях лептопами компаній на кшталт Toshiba.

## Характеристики
| Дата випуску             | 3 квітня 1986 року                                                                      |
| Початкова ціна           | 2 000 доларів США (еквівалент 4571 долара США у 2018 році)                              |
| Операційна система       | IBM PC DOS з призначеним для користувача інтерфейсом оболонки                           |
| Процесор                 | Intel 80c88 @ 4.77 МГц                                                                  |
| Пам'ять                  | 256 Кб оперативної пам'яті (розширюється до 640 КБ)                                     |
| Запам'ятовуючий пристрій | Два дисковода для дискет 720 Кб 3,5"                                                    |
| Дисплей                  | Монохромний CGA-сумісний РК-екран 10"                                                   |
| Графіка                  | 80x25 (текст), 640x200 і 320x200                                                        |
| Живлення                 | Батарея: 9,6 В/2400 мАг (NiCd) Блок живлення: 15 В постійного струму, 2.7А              |
| Вага                     | 5,8 кг                                                                                  |
| Порти                    | Паралельний інтерфейс, CGA відео вихід, послідовний порт, Snap-on порт, шина розширення |
| Клавіатура               | 78 кнопок                                                                               |
| Модем                    | 300/1200 б/с                                                                            |
| Периферія                | Принтер, зовнішній дисковод для дискет 5,25"                                            |
| Попередник               | IBM Portable Personal Computer                                                          |
| Наступник                | IBM L40SX (на основі IBM Personal System/2) IBM PS/Note                                 |

## Також
- IBM Portable Personal Computer
- IBM PS/2 L40SX
- IBM PS/55 note

- Ноутбук